# Angami
L'angami (autonyme, àŋgāmī nâgā) est une langue tibéto-birmane parlée dans l'État du Nagaland, en Inde, par 125 000 Angamis, qui résident dans le district de Kohima.

## Classification interne
À l'intérieur des langues tibéto-birmanes, l'angami fait partie du sous-groupe des langues naga.
La langue a trois dialectes : le kohima, le khonoma, situé à l'Ouest du premier, et le chakrü, ou chokri, parlé à l'Est, dans le district de Phek.

## Phonologie
Les tableaux montrent l'inventaire des phonèmes consonantiques et vocaliques de l'angami.

### Voyelles
|         | Antérieure | Centrale | Postérieure |
| ------- | ---------- | -------- | ----------- |
| Fermée  | i [i]      |          | u [u]       |
| Moyenne | e [e]      | ə [ə]    | o [o]       |
| Ouverte |            | a [a]    |             |

### Consonnes
|              |               | Labiales  | Labiales  | Alvéolaires | Alvéolaires | Alvéolaires | Dorsales | Glottales |
| ------------ | ------------- | --------- | --------- | ----------- | ----------- | ----------- | -------- | --------- |
| Bilabiales   | Labiodentales | Centrales | Latérales | Palatales   | Vélaires    |             |          | Glottales |
| Occlusives   | Sourdes       | p [p]     |           | t [t]       |             |             | k [k]    |           |
| Occlusives   | aspirées      | ph [pʰ]   |           | th [tʰ]     |             |             | kh [kʰ]  |           |
| Occlusives   | Sonores       | b [b]     |           | d [d]       |             |             | g [g]    |           |
| Affriquées   | Sourdes       |           | pf [p͡f]   | ts [t͡s]     |             | c [ t͡ʃ ]    |          |           |
| Affriquées   | aspirées      |           | pfh [p͡fʰ] | tsh [t͡sʰ]   |             | ch [ t͡ʃʰ]   |          |           |
| Affriquées   | Sonores       |           | bv [b͡v]   | dz [d͡z]     |             | j [ d͡ʒ]     |          |           |
| Fricatives   | sourdes       |           | f [f]     | s [s]       |             | š [ ʃ ]     |          | h [h]     |
| Fricatives   | sonores       |           | v [v]     | z [z]       | l [l]       | ž [ ʒ]      |          |           |
| Nasales      | Simples       | m [m]     |           | n [n]       |             | ñ [ ɲ]      | ŋ [ŋ]    |           |
| Nasales      | aspirée       | mh [mʰ]   |           | nh [nʰ]     |             | ñh [ ɲʰ]    |          |           |
| liquide      | Simples       |           |           | r [r]       | l [l]       |             |          |           |
| liquide      | aspirée       |           |           | rh [rʰ]     | lh [lʰ]     |             |          |           |
| Semi-voyelle | Simples       | w [w]     |           |             |             | y [ j]      |          |           |
| Semi-voyelle | aspirée       | wh [wʰ]   |           |             |             | yh [yʰ]     |          |           |

### Tons
L'angami est une langue tonale qui possède cinq tons : haut, moyen, moyen descendant, bas descendant et bas.

## Source
- (en) P.P. Giridhar, 1980, Angami Grammar, Mysore, Central Institute of Indian Languages.